# Bambix (band)
Bambix is een Nederlandse punkrock-band uit Nijmegen, die in 1988 werd opgericht door Wick Bambix. De groep bestond oorspronkelijk alleen uit vrouwen.
Het Nederlandse trio speelt energieke punkrock voorzien van melodieuze vrouwelijke zang. In hun teksten beschrijven ze, zoals ze zelf noemen, "how people feel when their asses are on fire but they can't find water anywhere".
De band heeft tijdens tours naast andere bands gespeeld, zoals Bad Religion, Fabulous Disaster, GBH, Good Riddance, The Ataris, Sepultura, Pennywise, Snuff, Snapcase, Toy Dolls, Terrorgruppe en vele anderen.

## Discografie
- 1989 - They Even Took the Memory (ep)
- 1992 - Out of the Cradle Endlessly Rocking
- 1996 - Crossing Common Borders
- 1998 Bijdragen op dubbelalbum Groetjes uit Holland - Vitaminepillen Records
- 1998 - Leitmotiv
- 2000 - What's In A Name
- 2001 - Club Matuchek
- 2008 - Bleeding In A Box
- 2012 - The Storytailor